# Karl-Georg Hirsch
Karl-Georg Hirsch (* 13. Mai 1938 in Breslau) ist ein deutscher Grafiker und Holzstecher sowie Hochschullehrer, der durch zahlreiche Buchillustrationen und Grafikfolgen bekannt geworden ist.

## Ausbildung
Nach einer Lehre und Tätigkeit als Stuckateur studierte er von 1960 bis 1965 an der Hochschule für Grafik und Buchkunst Leipzig  (HGB), wo er bei Gerhard Kurt Müller diplomierte. Danach arbeitete er bis 1967 freischaffend. Dem schloss sich bis 1970 eine Assistenz an der HGB an, wobei er die Leitung der dortigen Werkstatt für Holzschnitt übernahm. 1976 lehrte er an der HGB als Dozent, von 1981 bis 1982 auch als Gastdozent für Holzschnitt und Holzstich an der Universität in der finnischen Stadt Jyväskylä. 1989 wurde Hirsch an der HGB zum Professor für Grafik und Illustration berufen, wo er viele Meisterschüler betreute, wie Grit Anton, Young-Sook Cha, Katrin Prinich-Heutzenröder, Stefan Knechtel oder Thomas M. Müller. Die Professur hatte er bis 2003 inne. In den Jahren 1990 bis 1997 war er auch Prorektor der HGB. Von 1978 bis 1987 leitete der die Zentrale Graphikgruppe im Verband Bildender Künstler der DDR (VBK).
Hirsch lebt und arbeitet in Leipzig und Dölitzsch bei Geithain.

## Künstlerisches Werk
Sein umfangreiches Œuvre konzentriert sich auf die Technik des Holzstichs, umfasst aber auch Zeichnungen, Holzschnitte und Radierungen. Hirsch arbeitet vor allem mit Zwischentönen im einfachen Schwarzweiß; Farbe verwendet er, abgesehen  von wenigen handkolorierten Blättern, nur ausnahmsweise. Künstlerische Inspiration schöpft er vor allem aus Lyrik und Texten der kürzeren Prosa, für die er kongeniale Illustrationen schafft. Dabei arbeitet er mit Dichtern und Schriftstellern sowie Typographen eng zusammen, um das Buch als Endprodukt eines solchen künstlerischen Schaffensprozesses als organische Einheit von Text und Illustration zur Wirkung auf den Leser zu bringen. Auch ältere Literatur fordert den engagierten Illustrator heraus, wie Texte von Puschkin, Gogol oder Stevenson.
Hirsch arbeitet u. a. für den Aufbau-Verlag, die Leipziger Solomon-Presse, die  Burgart-Presse Jens Henkel in Rudolstadt, wo 1996 und 2008 auch das Werkverzeichnis zu seinem buchkünstlerischen Œuvre erschien, und die Büchergilde Gutenberg. Nach ersten Arbeiten für das Leipziger Haus des Insel Verlags zu Werken von Stevenson (Insel-Bücherei Nr. 302/2 und 859, siehe unten) ist er für diesen Verlag und diese Buchreihe seit den 1990er Jahren verstärkt tätig und hat zum hundertjährigen Jubiläum der Buchreihe 2012 den seit 1912 unter der Nummer 1 im Reihenprogramm befindlichen Titel Rainer Maria Rilkes Die Weise von Liebe und Tod des Cornets Christoph Rilke, mit Schabblättern illustriert; der so ausgestattete Band erhielt als Jubiläumsausgabe aber die Bandnummer 1350.

## Buchwerke und Illustrationen (Auswahl)
- Ludwig Renn: Adel im Untergang. Berlin und Weimar, Aufbau-Verlag, 1970
- Heinrich Mann: Gretchen. Aufbau-Verlag, Berlin und Weimar, 1971 (sechs Federzeichnungen)
- Wer in Liebesfrüchten wehlet... 101 komische Arien der Hamburger Barockoper (1678-1738); Gustav Kiepenheuer Verlag Weimar, 1973
- Friedrich Engels: Der deutsche Bauernkrieg, Ministerium für Kultur der DDR und Hochschule für Grafik und Buchkunst, Leipzig, 1974
- Johannes Bobrowski: Litauische Claviere. Union Verlag Berlin, 1976
- Günter de Bruyn: Märkische Forschungen. Erzählungen für Freunde der Literaturgeschichte; Mitteldeutscher Verlag Halle-Leipzig, 1978
- Isaac Bashevis Singer: Der Tod des Methusalem. Frankfurt/Main, Büchergilde Gutenberg, 1994 ISBN 3-7632-4274-0
- Matthias Biskupek: Rot angeschwärzt und andere verklärende Botschaften aus dem Reich des Bösen. Rudolstadt, Burgart-Presse, 1996 ISBN 3-910206-26-3
- Thomas Mann: Der kleine Herr Friedemann. Frankfurt/Main, Büchergilde Gutenberg, 2000 ISBN 3-7632-5000-X
- Nikolai Gogol: Die Nase. Aus dem Russischen von Xaver Franz Schaffgotsch. Nachwort von Peter Gosse. Memmingen, Edition Curt Visel 1993 ISBN 3-922406-51-3
- Dietrich Scholze (Hrsg.): Fliegender Herbst. Gedichte und kurze Prosa. Domowina-Verlag, 1994
- In der Insel-Bücherei:
  - Robert Louis Stevenson: Der Selbstmörderklub. Leipzig, Insel Verlag, 1968 (IB 859)
  - Robert Louis Stevenson: Der seltsame Fall des Dr. Jekyll und Mr. Hyde. Leipzig, Insel Verlag, 1973 (IB 302/2)
  - Norbert Elias: Die Ballade vom armen Jakob. Frankfurt/Main und Leipzig, Insel Verlag, 1996 (IB 1165) ISBN 3-458-16821-4
  - Franz Kafka: In der Strafkolonie. Frankfurt/Main und Leipzig, Insel Verlag, 1999 (IB 1200) ISBN 3-458-19200-X
  - Adelbert von Chamisso: Peter Schlemihls wundersame Geschichte. Frankfurt/Main und Leipzig, Insel Verlag, 2001 (IB 1225) ISBN 3-458-19225-5
  - Gedicht-Anthologie: Neue Totentänze. Frankfurt/Main und Leipzig, Insel Verlag, 2002 (IB 1233) ISBN 3-458-19233-6
  - Clemens Brentano: Die mehreren Wehmüller und ungarischen Nationalgesichter. Frankfurt/Main und Leipzig, Insel Verlag, 2005 (IB 1262) ISBN 3-458-19262-X
  - Gedicht-Anthologie: Ein rabenschwarzer Schnee. Groteske Gedichte. Berlin, Insel Verlag, 2010 (IB 1337) ISBN 978-3-458-19337-1
  - Rainer Maria Rilke: Die Weise von Liebe und Tod des Cornets Christoph Rilke. Berlin, Insel Verlag, 2012 (IB 1350) ISBN 978-3-458-19350-0

## Auszeichnungen
- Kunstpreis der DDR (1976)
- Nationalpreis der DDR III. Klasse für Kunst und Literatur (1983)
- „Schönstes Buch 1999“ der Stiftung Buchkunst: Hofstaat. Eine Exlibris-Folge. Mit Texten von Peter Labuhn und Kerstin Hensel. Magdeburg, Verein der Bibliophilen u. Graphikfreunde „Willibald Pirckheimer“ 1999
- Medaille auf der Exlibris- und Kleingrafik-Biennale 2002 in Malbork (Polen) für: Kleinstaat. Eine Exlibris-Folge. Mit Texten von Peter Labuhn und Hiltrud Lübbert. Magdeburg, Verein der Bibliophilen und Graphikfreunde 2002.
- 2011 Gutenberg-Preis der Stadt Leipzig

## Darstellung Hirschs in der bildenden Kunst
- Volker Stelzmann: Porträt Karl-Georg Hirsch (Mischtechnik, 1971)[1]

## Rezeption
„Hirsch ist ein technischer Virtuose und findet, was seine Holzschnitte anbelangt, kaum eine Entsprechung auf der Welt.“
Svenrobert Lundquist (Schwedischer Künstler, * 1940)